# 선거구획정 사건
선거구획정 사건은 선거구 회정에 대한 기준을 확립한 대한민국의 일련의 헌법재판소 판례이다. 국회의원, 시⋅도의원과 자치구⋅시⋅군 의회의원 선거구 획정의 세 개의 사건이 있다.

## 시·도의원 지역구의 인구편차 허용기준 사건
시도의회선거구의 인구편차에 대한 헌법소원이었다. 기초의회든 광역의회든 지방의회의 인구 편차 기준을 3:1로 변경하였다. 이에 인구가 과소한 군에 1석을 부여하여서는 인구 편차를 맞추는게 사실상 불가능해졌으나, 정작 모든 시군에 1석을 부여하는 조항에는 위헌을 선고하지 않았다.

## 국회의원선거구 획정시 허용되는 인구편차 기준 사건
대한민국 제19대 국회의원 선거에서 적용된 선거구의 인구편차 (3:1)에 대한 헌법소원이었다.
2014년 10월 30일 대한민국 헌법재판소는 국회의원 선거구의 인구 편차가 2:1을 초과하면 위헌이고 각 선거구의 인구는 선거구 평균 인구 ±⅓배 이내여야 한다고 판결했다. 대한민국 제20대 국회의원 선거에서 사용될 선거구에 많은 조정이 불가피하게 되었다.

## 시⋅도의원선거에서의 선거구획정 사건

### 사실관계
청구인들은 시도의원선거의 유권자로 선거구 획정이 자신들의 투표가치를 지나치게 과소평가하여 평등선거의 원칙에 반할 뿐만 아니라 헌법상 보장된 평등권과 선거권, 행복추구권을 침해하였다고 주장하면서 이 사건 헌법소원심판을 청구하였다.

### 관련조문

#### 공직선거법
공직선거법 제22조 제1항, 제26조 제1항에 의한 [별표2]「시·도의회의원지역선거구구역표」

### 결론
재판관 7대2의 의견으로 헌법불합치 결정을 내렸다.

### 헌법소원심판청구의 적법 여부
주민들이 거주하는 개별적인 지역선거구를 직접 획정하고 있지는 않으므로, 청구인들의 기본권을 직접 침해할 가능성은 없다. 법 제22조 제1항은 비록 기본권침해의 직접성이 결여되어 있다고 하더라도, 그 위헌성 여부가 적법하게 심판대상이 되어 있는 이 사건 선거구구역표 부분에 영향을 미치게 되므로 직권으로 그 위헌성을 심사할 수 있다.

#### 권리보호이익
위 선거가 종료되었으나 헌법적으로 해명할 필요가 있는 중요한 사안일 뿐만 아니라 앞으로도 계속 반복될 수 있는 성질의 것으로 본안에 나아가 판단하기로 한다.

### 이 사건 선거구 획정의 위헌 여부
평등권과 선거권을 침해하는지가 문제된다. 행복추구권에 앞서 적용되는 선거권이나 평등권의 침해 여부에 대해 판단하는 이상 따로 행복추구권 침해 여부를 판단할 필요는 없다.
평등선거의 원칙은 헌법 제118조 제2항에서 규정하는 지방의회의원선거에 있어서도 그대로 적용된다. 국회는 지방의회의원선거구를 획정함에 있어서 폭넓은 입법형성의 자유를 가진다.
인구비례원칙에 의한 투표가치의 평등은 헌법적 요청으로서 다른 요소에 비하여 기본적이고 일차적인 기준이다. 시도의원이 지방 주민 전체의 대표이기는 하나 지역대표성도 겸하고 있고, 급격한 산업화, 도시화의 과정에서 인구의 도시집중으로 인하여 발생한 도시와 농어촌 간의 인구편차와 각 분약에 있어서의 개발불균형이 존재하는 우리나라의 특수성을 고려해야 한다.
현시점에서는 상하 60%의 인구편차(이 경우 상한 인구수와 하한 인구수의 비율은 4:1 기준을 시도의원선거구 획정에서 헌법상 허용되는 인구편차기준으로 삼는 것이 가장 적절하다.

## 자치구⋅시⋅군 의회의원 선거구 획정 사건

### 사실관계
청구인들은 선거권을 행사하려는 자로 획정된 경상북도 시군의회의원 선거구들 간에 상당한 인구수의 편차가 존재하고 있고 이와 같은 인구편차는 자신들의 투표가치를 지나치게 과소평가하여 평등선거의 원칙에 반할 뿐 아니라 헌법상 보장된 평등권과 선거권 등을 침해하는 것이라고 주장하면서 그 위헌확인을 구하는 이 사건 헌법소원심판을 청구하였다.

### 참조조문
공직선거법

### 결론
헌법불합치, 기각

### 이유
평등선거의 원칙은 헌법 제118조 제2항에서 규정하는 지방의회의원 선거에 있어서도 그대로 적용된다. 그 재량에는 평등선거의 실현이라는 헌법적 한계가 존재한다. 즉, 선거구 획정에 있어서 인구비례 원칙에 의한 투표가치의 평등이 다른 요소보다 기본적이고 일차적인 기준이어야 하는 것이 헌법적 요청이라고 할 것이다. 자치구, 시, 군의원 선거구 획정에 있어서도 행정구역이나 교통, 지세 등의 2차적인 요소들을 인구비례 원칙에 못지않게 함께 고려해야 할 필요성도 적지 않다 할 것이다. 현 시점에서는 해당 선거구가 속한 각 자치구, 시, 군의회의원 1인당 평균인구수 대비 상하 60%의 인구편차 기준을 헌법상 허용되는 인구편차 기준으로 삼는 것이 가장 적절하다.

## 참고 문헌
- 대한민국 헌법재판소 판례 2009.3.26. 2006헌마67
- 정회철, 최근 5년 중요헌법판례 200, 여산, 2012.
- 용인시민 헌법소송 다음카페
- 오이석, 시ㆍ도 선거구 인구편차 4대1 넘으면 안돼, 헌재, 헌법불합치 결정… 대대적 선거구 조정 불가피 2007-04-02 법률신문[깨진 링크(과거 내용 찾기)]
- 법률신문 [2007년 분야별 중요판례분석 (1)헌법 황도수 교수(건국대, 변호사)  2008-03-06] 보관됨 2020-11-27 - 웨이백 머신
- 2007.3.29. 2005헌마985?1037, 2006헌마11(병합)[헌법불합치]

## 같이 보기
- 게리맨더링